# Борити
Борити (груз. ბორითი) — село в Харагаульском муниципалитете Грузии.
Расположено на правом берегу реки Дзирула, на высоте 480 метров, в 28 км от Харагаули. Имеются детский сад, школа, библиотека.

## История
Название села может происходить от названия птицы красный коршун, по груз. ბორა (бора), некогда в обилии водившейся в окрестных лесах.
13 октября 1989 года на автомобильной трассе вблизи села при невыясненных обстоятельствах погиб в автокатастрофе Мераб Костава — грузинский диссидент, музыкант и поэт, один из лидеров движения за отделение Грузии от СССР в конце 1980-х гг.
Колхоз
В советское время в селе действовал колхоз имени Сталина Орджоникидзевского района. В этом колхозе трудился Герой Социалистического Труда Григорий Георгиевич Барбакадзе.